# Ротала круглолистная
Ротала круглолистная (лат. Rotala rotundifolia) — вид болотных травянистых растений, который наиболее известен как неприхотливое аквариумное растение с красноватыми листьями. Его часто путают с похожим видом роталой индийской (Rotala indica), который также относится к роду Ротала (Rotala). В местах своего естественного обитания ротала круглолистная — распространённый сорняк на рисовых полях в Индии, Китае, Тайване, Таиланде, Лаосе и Вьетнаме, а также завезённый в Соединенные Штаты. Растение гетерофилльное, в зависимости от среды: надводная форма имеет округлые листья, тогда как подводные листья узкие и ланцетные.

## Этимология

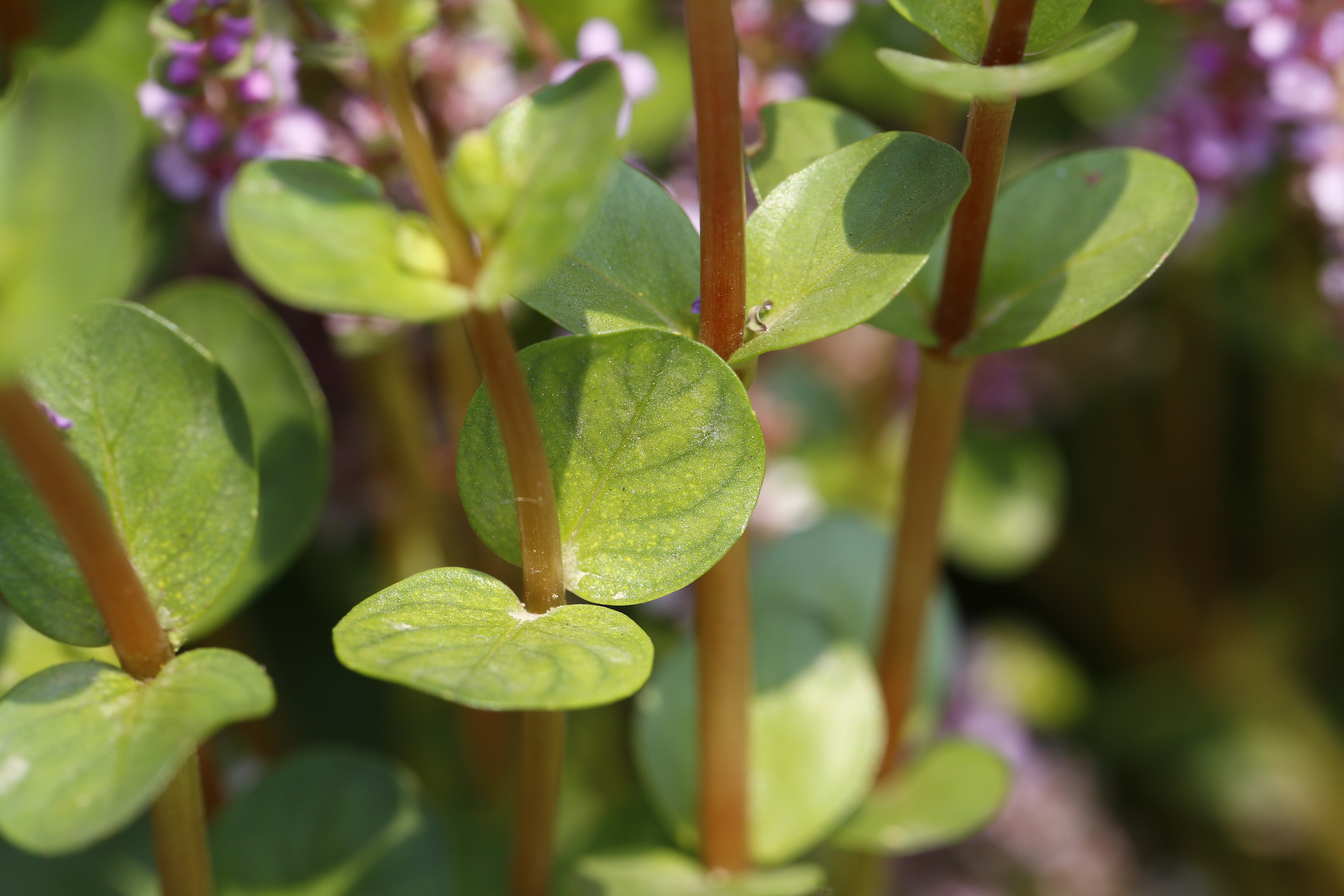
Надводные листья

Латинский видовой эпитет rotundifolia означает «круглолистовое», однако круглые листья, которые дали название растению, встречаются только в его надводной болотной форме. Чаще это растение можно видеть в аквариумах, где подводные листья роталы круглолистной имеют удлиненную овальную или даже линейную форму.

## Описание
Гидрофитное травянистое многолетнее и растение, которое может быть и подводным, и надводным. Побеги могут быть ползучими, восходящими или стелющимися и плавающими, длиной 30—50 см. Подводные побеги прямостоячие, сильноветвистые. Стебель красный. Корневая система развита слабо, растение также может быть не укорено в субстрате, а свободно плавать в толще воды, но тогда листья более мелкие и тусклые.
Надводные листья — простые, сидячие или на коротких черешках, цельнокрайние, от обратнояйцевидных до округлых, расположенные крестообразно, около 1–2 см длиной, сверху оливково-зелёные, снизу слегка красноватые.
Подводные листья — простые, супротивные или расположенные в 3–4-членных мутовках, листовые пластинки — ланцетовидные, у поникающих побегов также — почти округлые, до 2,2 см длиной; сверху их окраска варьируется от оливково-зелёного до красноватого, снизу — от белесого до ярко-фиолетового цветов. Форма и цвет листьев могут меняться в зависимости от освещения и условий окружающей среды. При сильном освещении листья могут стать почти винно-красными.
Цветки бледно-розовые, собраны в терминальные колосьях, собранных по 1–8 штук на концах надводных побегов. Венчик 4-мерный, колокольчатый, 1–1,5 мм; чашелистиков 4. Лепестков 4, ярко-розовые, превосходят чашелистики. Тычинок 4; пыльники достигают края цветочной трубки.

## Места обитания
Растение родом из Юго-Восточной Азии, где оно встречается в болотах, на реках и на рисовых полях от низинных мест до высоты 2700 метров над уровнем моря. Распространенный сорняк на рисовых полях и влажных местах в Индии, Китае, Тайване, Таиланде, Лаосе и Вьетнаме. По мере освоения выращивания риса в других странах оно стало распространяться по обширной территории вплоть до Каспийского моря. Вместе с семенами риса, который экспортировался из Азии, растение было интродуцировано в южные штаты США.

## Синонимы
По данным GBIF на январь 2025 года в синонимику вида входят следующие названия:
- = Ameletia rotundifolia (Buch.-Ham. ex Roxb.) Dalzell & A.Gibson
- = Ameletia rotundifolia (Buch.-Ham. ex Roxb.) Wight
- = Ameletia subspicata Benth.
- = Ammannia rotundifolia Buch.-Ham. ex D.Don
- ≡ Ammannia rotundifolia Buch.-Ham. ex Roxb.
- = Ammannia subspicata (Benth.) Benth.
- = Mirkooa rotundifolia (Buch.-Ham. ex Roxb.) Wight
- = Rotala rotundifolia (Buch.-Ham. ex Roxb.) Blatt. & Hallb.

## Путаница с роталой индийской
В качестве аквариумного растения ротала круглолистная впервые была представлена под ошибочным названием ротала индийская (Rotala indica) около 1960 года, что порождало путаницу и возможные ошибки, поскольку настоящая ротала индийская, также была введена в хобби аквариумистов за несколько лет до этого под торговым названием «Ammannia sp. Bonsai», и даже раньше, ошибочно, как «Lindernia sp. India».
Вид можно отличить от близкородственного R. indica по различиям в цветении: R. rotundifolia имеет группы конечных соцветий, тогда как R. indica —одиночные цветки в пазухах листьев. При содержании в аквариумах оба вида не цветут, что осложняет дифференциацию. К тому же существуют различные сорта, которые могут сильно отличаться от видовых растений.

## Выращивание
Распространённое аквариумное растение, неприхотливое, но для роста ему необходим яркий свет. R. rotundifolia может выдерживать относительно прохладные температуры. Потеря нижних листьев обычно означает, что растение не получает достаточно света. Его можно выращивать надводным на мелководье, где оно будет цвести. Размножается черенками.